# Phragmatobia mannerheimi
Phragmatobia mannerheimi là một loài bướm đêm thuộc phân họ Arctiinae, họ Erebidae.